# Maureen Adams
Maureen Adams, född 27 augusti 1937, död 15 december 2017, var en australisk bågskytt. Hon deltog vid olympiska sommarspelen 1976.